# Spišská Nová Ves
Spišská Nová Ves là một thị trấn thuộc Vùng Košice của Slovakia. Thị trấn nằm về phía đông nam của dãy núi High Tatras thuộc vùng Spiš và nằm trên cả hai bờ sông Hornád. Đây là thị trấn lớn nhất của Quận Spišská Nová Ves.
Các điểm du lịch gần đó có thể kể đến như thị trấn thời trung cổ Levoča, Lâu đài Spiš hay Công viên Quốc gia Slovak Paradise. Tại thị trấn, cứ hai năm một lần sẽ tổ chức lễ hội âm nhạc Divertimento musicale dành cho các ban nhạc nghiệp dư của Slovakia.

## Tên
Thị trấn hình thành bằng việc hợp nhất một khu định cư cũ của người Slavic Iglov và một khu định cư gần đó của những người thực dân Đức (tiếng Latinh: Villa Nova, tiếng Đức: Neudorf, tiếng Slovak: Nová Ves - tạm dịch có nghĩa là "Một Ngôi Làng Mới").

## Lịch sử

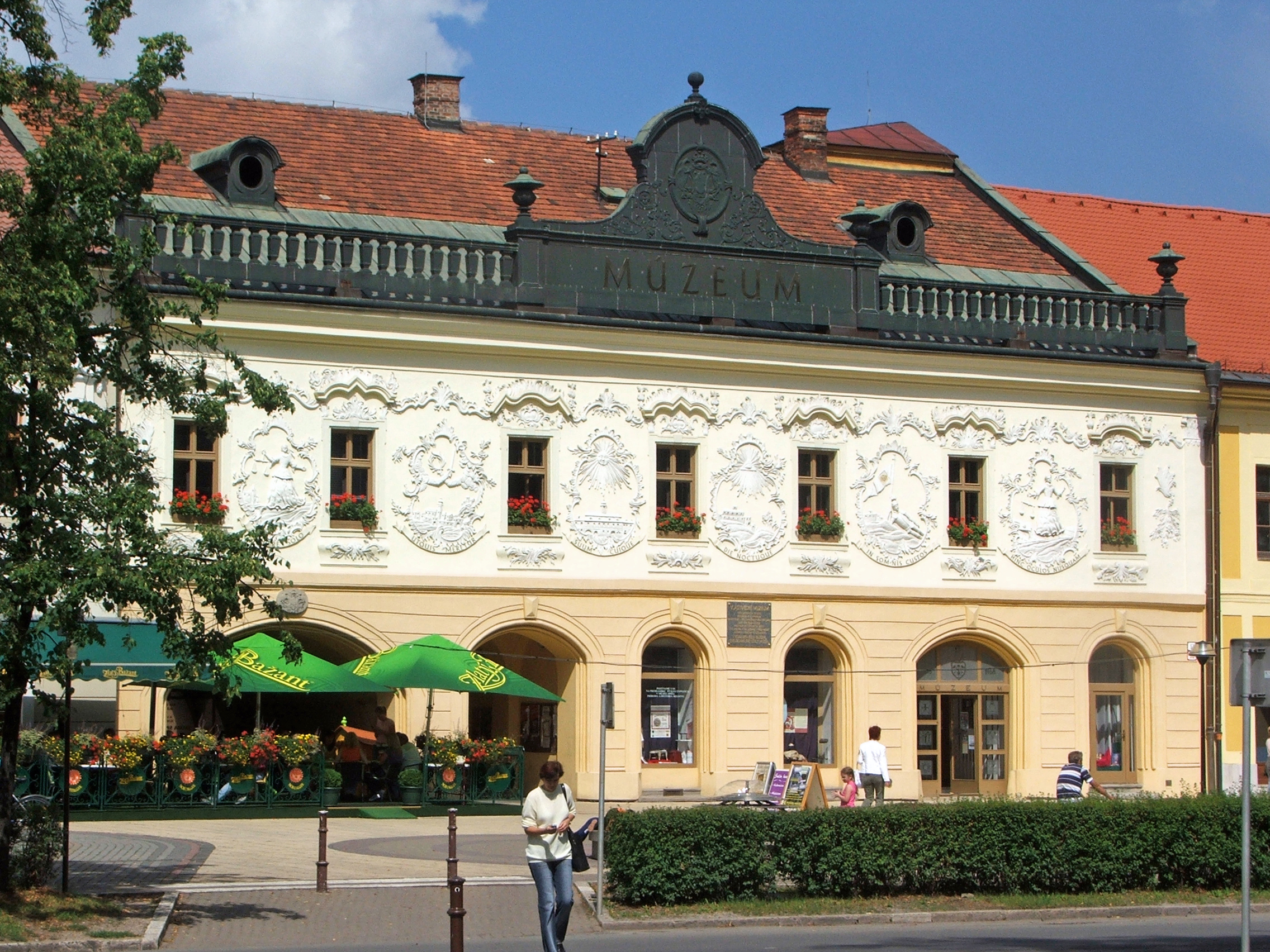
Bảo tàng Spiš ở Spišská Nová Ves

Khu vực thị trấn đã có người sinh sống từ thời kỳ đồ đá mới (Neolithic). Tại đây có dấu hiệu lịch sử về một nền văn minh giàu có biết cách khai thác và tinh chế đồng. Người Celt đã mang theo những công nghệ sắt tiên tiến khi họ đến. Cũng trong khu vực này, tiền xu Celtic đã được tìm ra. Các bộ lạc Slav đã đã đến khu vực Spiš vào thế kỷ thứ 6 trong thời gian của cuộc Đại di cư. Nền tảng của các khu định cư của thị trấn ổn định và những con đường liên lạc quan trọng cũng đã được xây dựng trong thế kỷ 10. Thị trấn trở thành một phần của Công quốc Hungary, sau này trở thành Vương quốc Hungary. Những người thợ mỏ Saxon (tiếng Đức "Carpathian") đã xây dựng một thị trấn bên cạnh một khu định cư cũ của người Slavic vào thế kỷ 13. Người Tatars sau đó đã tiến đến xâm lược và tàn phá ngôi làng. Sau cuộc xâm lược của người Tatar, vua Béla IV đã mời những người thực dân Đức từ thị trấn Jihlava đến và định cư ở đây. Họ đặt tên thị trấn mới là Iglau theo nơi xuất xứ của họ, và cái tên xuất hiện lần đầu trong các nguồn tài liệu được ghi lại là "Villa Nova" hoặc "Neudorf", bao gồm khu vực của thị trấn hiện tại.
Vương quốc Ba Lan 1412-1569 

 Khối thịnh vượng chung Ba Lan – Litva 1569-1769 

Bản mẫu:Vương quốc Hungary 1769-1867 

 Austria-Hungary 1867-1918 

 Tiệp Khắc 1918-1939 

 Cộng hòa Slovak 1939-1945 

 Tiệp Khắc 1945-1990 

Bản mẫu:Czechoslovak Cộng hòa Liên bang Séc và Slovakia 1990-1992 

Vào thế kỷ 14, thị trấn được cấp đặc quyền về chợ và được mở rộng để trở thành một thị trấn giao thương quan trọng. Năm 1380, thị trấn tiếp tục được chỉ định là một thị trấn khai thác mỏ, đồng thời là nơi có những khu chợ đường phố lớn nhất của Vương quốc Hungary. Khai thác đồng được coi là một ngành công nghiệp quan trọng. Kim loại được xử lý trong các lò nung, được đốt bằng gỗ từ các khu rừng xung quanh. Một xưởng đúc chuông kiểu Gothic được thành lập bởi Konrád Gaal, người đã làm một chiếc chuông treo lớn cho vua Lajos I của Hungary, và do đó được phong tước hiệp sĩ vào năm 1357. Những chiếc chuông do Konrád Gaal chế tạo vẫn còn được treo và tạo thành một biểu tượng kiên cố quan trọng của xưởng đúc kim loại Gothic châu Âu.
Năm 1412, nhà vua Hungary Sigmund đã cầm cố thị trấn Spišská Nová Ves cùng với một số thị trấn Spiš khác cho vua Ba Lan Vladislaus II Jagiełło. Cam kết này kéo dài trong 360 năm.
Spiš có một lượng lớn dân số Đức và thị trấn trở thành Lutheran vào những năm 1540 do sự hiện diện của họ. Tại các thành phố được cầm đồ, các dịch vụ Công giáo bị cấm trong khoảng thời gian từ năm 1569 đến năm 1674. Thị trấn có mối quan hệ với Ba Lan, điều này đã hỗ trợ sự phát triển của ý thức dân tộc Slovakia. Năm 1772, các thị trấn cầm đồ được trả lại cho Vương quốc Hungary. Spiská Nová Ves trở thành tỉnh của 16 thị trấn Spiš vào năm 1778.
Vào thế kỷ 19, việc sản xuất đồ đá được rất coi trọng trong thị trấn. Tất cả các sản phẩm đều mang nhãn hiệu chữ "Iglo" với hai chiếc búa của thợ mỏ bắt chéo. Các hoạt động công nghiệp khác có thể kể đến như sản xuất dầu, sản xuất máy dệt, sản xuất máy nông nghiệp. Từ năm 1870, tại thị trấn, đường sắt trở thành một phương tiện liên lạc quan trọng. Năm 1894, nhà máy điện đã lần đầu được xây dựng, giúp cải thiện chất lượng cuộc sống. Vào tháng 7 năm 1929, Podtatranská výstava (Triển lãm Sub-Tatras) đã đưa ra các thành tựu phát triển đáng tiến bộ và khiến cho thị trấn nổi danh tại Slovakia. Trong Chiến tranh thế giới thứ hai, Spišská Nova Ves đã được quân đội Liên Xô thuộc Tập đoàn quân 18 chiếm đóng vào ngày 27 tháng 1 năm 1945.

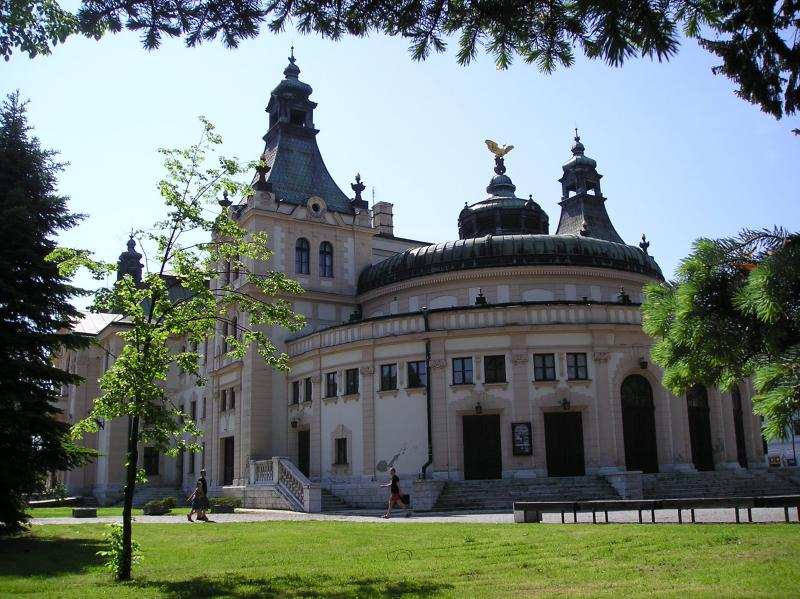
Nhà hát Reduta ở Spišská Nová Ves

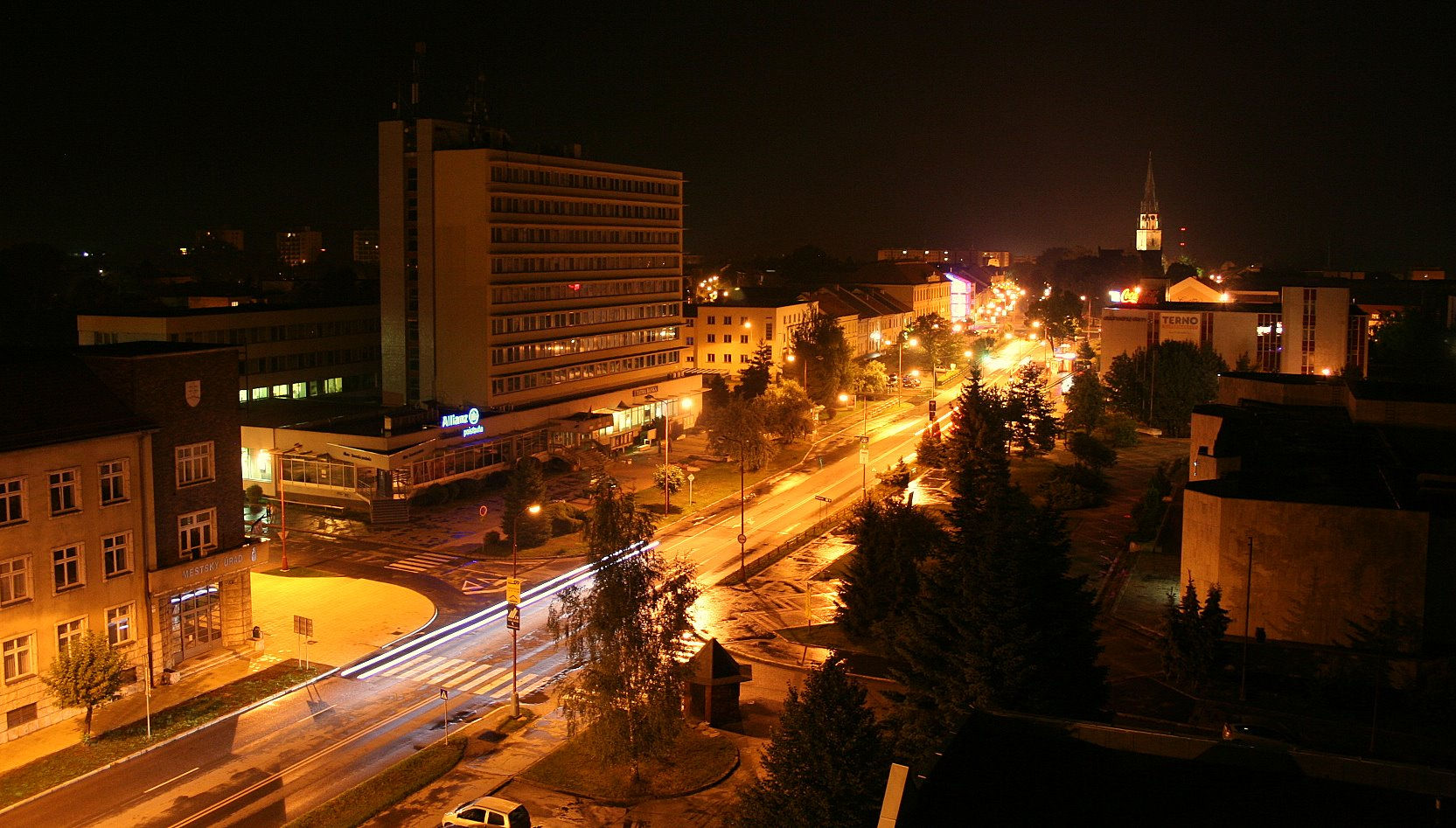
Đường phố chính ở Spišská Nová Ves.

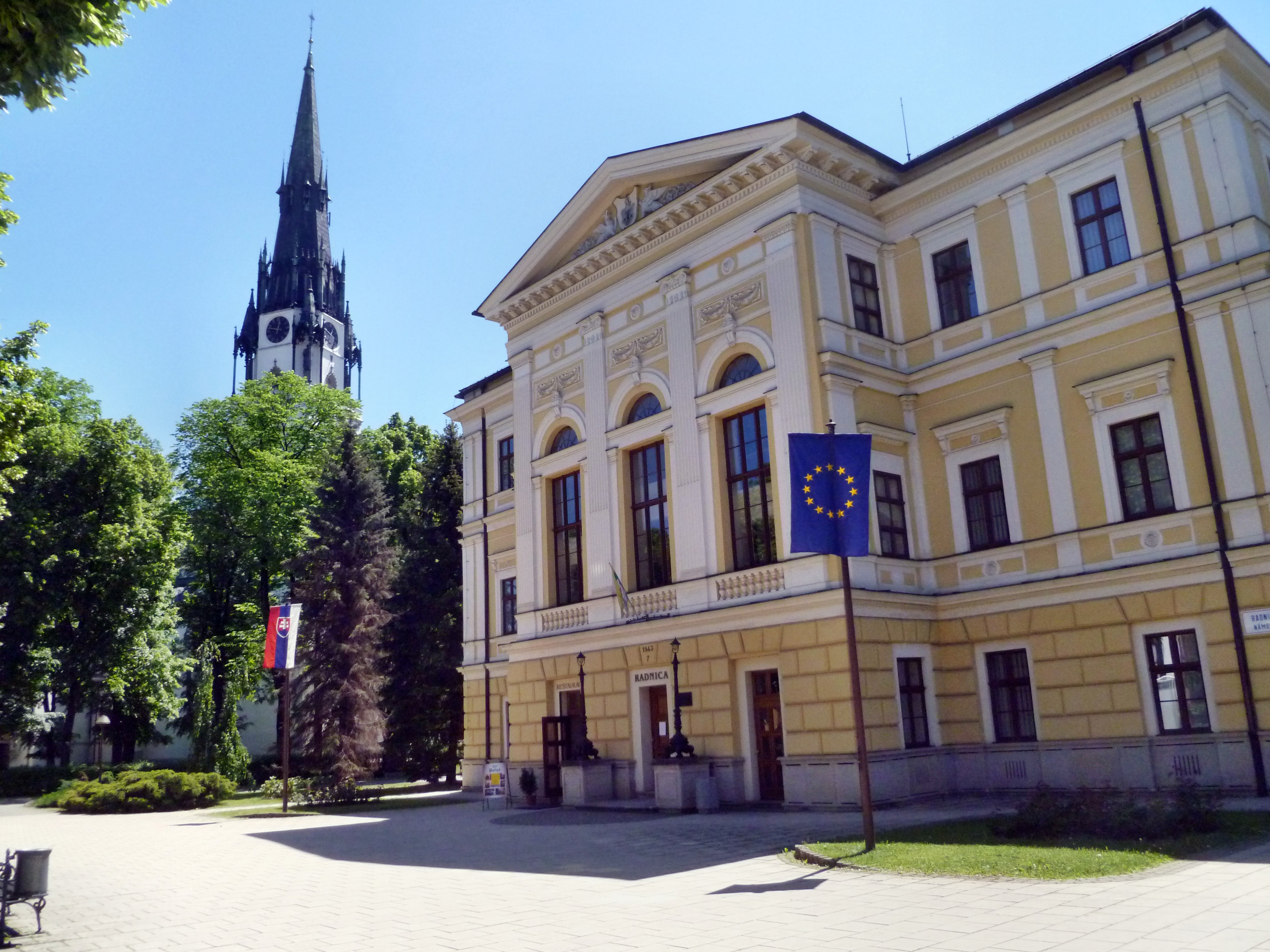
Tòa thị chính và nhà thờ

## Nhân khẩu
| Năm            | 1994   | 2004   | 2014   | 2024   |
| -------------- | ------ | ------ | ------ | ------ |
| Số lượng người | 38.888 | 38.727 | 37.707 | 34.255 |
| Sự khác biệt   |        | −0,41% | −2,63% | −9,15% |

| Năm            | 2023   | 2024   |
| -------------- | ------ | ------ |
| Số lượng người | 34.544 | 34.255 |
| Sự khác biệt   |        | −0,83% |

Theo điều tra dân số năm 2001, thị trấn có 39.193 người. Trong đó, có 94,21% cư dân là người Slovakia, 1,93% người Roma và 0,51% người Séc. Thành phần tôn giáo bao gồm 69,81% người Công giáo La Mã, 16,95% người không theo tôn giáo nào, 3,17% người Luther và 3,05% người Công giáo Hy Lạp.

## Thị trấn song sinh - thành phố kết nghĩa
Spišská Nová Ves được kết nghĩa với:
- Alsfeld, Đức
- Clausthal-Zellerfeld, Đức
- Grójec, Ba Lan
- Havlíčkův Brod, Cộng hòa Séc
- Joinville, Brazil
- Kisújszállás, Hungary
- L'Aigle, Pháp
- Myślenice, Ba Lan
- Nitra, Slovakia
- Preveza, Hy Lạp
- Quận Thông Châu (Bắc Kinh), Trung Quốc* Youngstown, Mỹ